# Stefan Kramer
Stefan Kramer Solé (n. 19 de fevereiro de 1982, em Santiago de Chile) é um imitador, comediante e locutor chileno.
Ele provém de uma família de descendentes de suíços-alemães da Região da Araucânia. Kramer é bem conhecido no Chile por copiar com grande similitude os tons, timbres de voz, gestos e expressões de dezenas de personagens da mídia chilena e internacional, tais como animadores, cantores, políticos, esportistas, comentaristas esportivos e personagens da indústria do espetáculo em geral.

## Carreira
Ele participou com sucesso na segunda noite do Festival Internacional da Canção de Viña del Mar em 2008. Em uma rotina que durou quase noventa minutos, imitou 33 personagens. O público) aplaudiou-o e recompensou-o com duas tochas (a uma de prata e a outra de ouro) e com uma gaivota. Vários programas da TV chilena aproveitaram-se da boa audiência trazida a partir das suas apresentações, que foram repetidas inúmeras vezes sem remuneração financeira para o comediante por esse fato.
Uma das suas aparições na televisão foi em 12 de julho de 2009, no programa do TVN, Animal Nocturno (Animal Noturno, em português). Na ocasião, ele imitou os candidatos presidenciais mais importantes: Marco Enríquez-Ominami, como convidado no show; O Eduardo Frei Ruiz-Tagle, através de uma suposta ligação de comunicação ao vivo; e o Sebastián Piñera, através de uma outra suposta ligação de televisão. Recentemente imitara o treinador nacional de futebol Marcelo Bielsa , imitação que foi recebida com louvor.